# Centrális momentum
Egy valószínűségi változó centrális momentumai vagy centrált momentumai több, a változó eloszlását jellemző számértéket is takarnak. Általánosan az X valószínűségi változó k-adik centrális momentuma bármely k pozitív egész szám esetén az E((X – E(X))k) által felvett értékként határozható meg (feltéve, hogy ez az érték létezik), ahol E(X) az X várható értékét jelöli. Ha nincs várható érték, mint a Cauchy-eloszlás esetén, akkor centrális momentumok sincsenek.
Az X valószínűségi változó k-adik centrális momentumának jelölését tekintve a szakirodalom nem egységes. Sok esetben – a várható értéktől, szórástól, ferdeségtől, vagy lapultságtól eltérően – nem szoktak külön jelölést bevezetni, hanem kiírják az E((X – E(X))k)-t. Bizonyos – főként régebbi – könyvekben találkozhatunk a μk = E((X – E(X))k) jelöléssel, míg más könyvekben ugyanezzel a momentumot jelölik, s mk-val jelölik a centrális momentumot. Egyaránt definiálhatók egy- és többváltozós eloszlásokra.

## Egyváltozós momentumok
Abszolút folytonos eloszlás esetén, ha f(x) a sűrűségfüggvény, akkor az n-edik centrális momentum
{\displaystyle \mu _{n}=\operatorname {E} \left[(X-\operatorname {E} [X])^{n}\right]=\int _{-\infty }^{+\infty }(x-\mu )^{n}f(x)\,\mathrm {d} x.}
Az első néhány momentumnak intuitív értelmezése van:
- A nulladik centrális momentum μ0 = 1.
- Az első centrális momentum nem a várható érték, hanem μ1 = 0.
- A második centrális momentum μ2 = σ2, szórásnégyzet vagy variancia.
- A harmadik és a negyedik centrális momentumokat a ferdeség és a lapultság kiszámításához használják.

### Tulajdonságok
A centrális momentumok eltolásinvariánsak, azaz minden X valószínűségi változóra és c tetszőleges konstansra
{\displaystyle \mu _{n}(X+c)=\mu _{n}(X).\,}
Minden n-re, az n-edik centrális momentum n-edfokban homogén:
{\displaystyle \mu _{n}(cX)=c^{n}\mu _{n}(X).\,}
Ha n = 1, 2 vagy 3, akkor az X és Y független változók esetén a momentum additív:
{\displaystyle \mu _{n}(X+Y)=\mu _{n}(X)+\mu _{n}(Y)\,} ha n ∈ {1, 2, 3}.
Az eltolásinvarianciát és additivitást n ≥ 4 esetén az n-edik kumuláns őrzi meg, aminek jele κn(X).
- n = 1 esetén a kumuláns a várható érték.
- n = 2 vagy 3 esetén a kumuláns megegyezik a megfelelő centrális momentummal.
- n ≥ 4 esetén a kumuláns az első n momentum (a nulladik nélkül) n-edfokú polinomja, és az első n centrális momentumnak is n-edfokú polinomja.

### A centrális és a nem centrális momentumok kapcsolata
Néha kényelmesebb nem centrális momentumok helyett centrális momentumokkal számolni. A centrális momentumra való áttérés egyenlete:
{\displaystyle \mu _{n}=\mathrm {E} \left[\left(X-\mathrm {E} \left[X\right]\right)^{n}\right]=\sum _{j=0}^{n}{n \choose j}(-1)^{n-j}\mu '_{j}\mu ^{n-j},}
ahol μ a várható érték. Megfordítva, a nem centrális momentum:
{\displaystyle \mu '_{m}=\int _{-\infty }^{+\infty }x^{m}f(x)\,dx=\mathrm {E} \left[X^{m}\right]=\sum _{j=0}^{m}{m \choose j}\mu _{j}\mu ^{m-j}.}
Az n = 2, 3, 4 esetben ez így módosul:
{\displaystyle \mu _{2}=\mu '_{2}-\mu ^{2}\,}
hagyományosabb jelöléssel a szórásnégyzet
{\displaystyle \mathrm {Var} \left(X\right)=\mathrm {E} \left[X^{2}\right]-\left(\mathrm {E} \left[X\right]\right)^{2}}
Továbbá
{\displaystyle \mu _{3}=\mu '_{3}-3\mu \mu '_{2}+2\mu ^{3}\,}
{\displaystyle \mu _{4}=\mu '_{4}-4\mu \mu '_{3}+6\mu ^{2}\mu '_{2}-3\mu ^{4}.\,}
Az együtthatók a Pascal-háromszög alapján adhatók meg,
{\displaystyle \mu _{5}=\mu '_{5}-5\mu \mu '_{4}+10\mu ^{2}\mu '_{3}-10\mu ^{3}\mu '_{2}+4\mu ^{5}.\,}
mivel {\displaystyle 5\mu ^{4}\mu '_{1}-\mu ^{5}\mu '_{0}=5\mu ^{4}\mu -\mu ^{5}=5\mu ^{5}-\mu ^{5}=4\mu ^{5}}
Legyen {\displaystyle W} egy valószínűségi változó, ami megkapható néhány azonos eloszlású független valószínűségi változó összegeként:
{\displaystyle W=\sum _{i=1}^{M}Y_{i}}
ahol {\displaystyle M} szintén valószínűségi változó, és független az Yi valószínűségi változóktól, de eloszlása különbözhet azokétól.
Ekkor {\displaystyle W} momentumai:
{\displaystyle \mathrm {E} \left[W^{n}\right]=\sum _{i=0}^{n}\mathrm {E} \left[{M \choose i}\right]\sum _{j=0}^{i}{i \choose j}(-1)^{i-j}\mathrm {E} [(\sum _{k=1}^{j}Y_{k})^{n}],}
ahol {\displaystyle \mathrm {E} [(\sum _{k=1}^{j}Y_{k})^{n}]=0} ha {\displaystyle j=0}.

### Szimmetrikus eloszlások
A szimmetrikus eloszlások páratlan rendű centrális momentumai nullák, mivel az összegben a várható értéknél kisebb értékekből számított tagok és a várható értéknél nagyobb értékekből számított tagok kiejtik egymást.

## Többdimenziós centrális momentumok
Egy kétváltozós közös eloszlás (j,k)-adik centrális momentumai, ha a közös sűrűségfüggvény f(x,y):
{\displaystyle \mu _{j,k}=\operatorname {E} \left[(X-\operatorname {E} [X])^{j}(Y-\operatorname {E} [Y])^{k}\right]=\int _{-\infty }^{+\infty }\int _{-\infty }^{+\infty }(x-\mu _{X})^{j}(y-\mu _{Y})^{k}f(x,y)\,dx\,dy.}

## További momentumok
A valószínűségszámításban és a matematikai statisztikában más momentumok is előfordulnak, ezek közül a legfontosabbak:
- momentum,
- abszolút momentum,
- abszolút centrális momentum és
- faktoriális momentum.

## Fordítás
Ez a szócikk részben vagy egészben  a   Central moment című angol Wikipédia-szócikk fordításán alapul.  Az eredeti cikk szerkesztőit annak laptörténete sorolja fel. Ez a jelzés csupán a megfogalmazás eredetét és a szerzői jogokat jelzi, nem szolgál a cikkben szereplő információk forrásmegjelöléseként.